# Feudalismo en Hungría
Feudalismo en Hungría es un tema historiográfico que pretende determinar la presencia o ausencia del feudalismo en la Edad Media húngara.
Uno de los casos más interesantes que ha cautivado el interés de académicos e historiadores es el del Reino de Hungría. Fundado en el año 1000 d. C. por el rey Esteban I de Hungría, este Estado medieval alcanzó grandes dimensiones, estabilidad económica y poderío militar dominando las regiones actuales de Croacia, Eslovenia, Transilvania, Eslovaquia y Hungría (territorios que posteriormente se poblaron con otras etnias y se independizaron tras la Primera Guerra Mundial). Si bien el reino se halló en estrecha relación con todos los otros Estados medievales europeos, siendo conocido por su basto comercio de plata y caballos, por ser uno de los pueblos que más peregrinó a Roma, condujo numerosas campañas militares exitosas contra sus vecinos, lo que demostró que no estuvo aislada culturalmente de ninguna forma del resto de Europa, sino al contrario fue uno de sus reinos más importantes, el aspecto más interesante es que precisamente en Hungría no se desarrolló el feudalismo en ninguna de sus etapas. 
Historiadores húngaros como Péter Váczy (1904-1994) han establecido que el Estado es clasificable como un Reino Patrimonial (en húngaro: patrimoniális királyság) basándose en las teorías de Max Weber. El poder del reino yacía en su totalidad en la figura del rey húngaro, quien administraba su reino como si fuese su enorme propiedad, donando tierras a caballeros y nobles. El rey podía otorgar tierras igual como podía confiscarlas y dárselas a otro. De esta forma era el monarca el que recompensaba directamente a sus siervos y al clero, al contrario de como sucedió en Francia, Inglaterra y Alemania, donde lo hacía algún señor por debajo del rey (constituyéndose la escalera feudal). Igualmente el rey trataba con los nobles como si fuesen sus familiaritas, o miembros de su círculo cercano, estableciéndose una relación cercana y estrecha entre la figura del rey y la nobleza.
Aclara el historiador húngaro Bálint Hóman (1885 - 1951), que al no ser hereditarias las regiones y comarcas, sino siendo gobernadas por un ispán o commes, cuyo cargo era vitalicio pero no hereditario, las familias no llegaron a constituir gobiernos regionales independientes. Esto ejemplifica el que las luchas más frecuentes dentro del reino húngaro serán entre la propia familia real, la casa de Árpád, y la nobleza no poseerá verdadera influencia para intervenir en la alta política de la época. Así, cuando los historiadores franceses se ven ocupados con los enfrentamientos entre los condes y duques del reino, los húngaros estudian las pugnas entre hermanos, primos y sobrinos por heredar el poder. 
En 1301 cuando murió el último miembro de la casa real, Andrés III de Hungría, señores nobles u oligarcas habían conseguido obtener gran poder ante el debilitamiento de la figura real. Muchos han insinuado que este periodo podría reflejar ciertas características feudales, pero en realidad solo destaca que "pequeños reyes" (en húngaro: kiskirályok) consiguieron obtener gran poder, mas no se estableció de ninguna forma y en ningún momento el sistema de orden sociopolítico-económico feudal.

Igualmente la ausencia de un sistema feudal representó un problema en el momento de sucesiones en el trono real, pues el trono podía ser ocupado exclusivamente por un miembro de sangre real (no por el contrario por alguien que era solamente noble). De esta manera en los siglos XIV y XV el trono húngaro será ocupado por miembros de casas reales extranjeras con algún tipo de vínculo sanguíneo con la desaparecida dinastía húngara anterior. Ese fue el caso del rey Carlos I Roberto de Hungría y sus descendientes que eran de la casa de Anjou, y posteriormente Segismundo de Luxemburgo, y otros monarcas más.